# Armée de l'Ouest
 (décembre 2007).
Si vous disposez d'ouvrages ou d'articles de référence ou si vous connaissez des sites web de qualité traitant du thème abordé ici, merci de compléter l'article en donnant les références utiles à sa vérifiabilité et en les liant à la section « Notes et références ».
L’armée de l'Ouest est une armée de la Révolution française chargée de combattre l'insurrection vendéenne. Elle est créée le 1er octobre 1793 pendant la Révolution française par fusion, de l’armée des côtes de La Rochelle, de l’armée de Mayence et d'une partie de l'armée des côtes de Brest (l'état-major de Nantes). Elle cesse d'exister le 29 août 1795, date de sa fusion avec l'armée des côtes de Brest pour former l'armée des côtes de l'Océan.
Le 26 octobre 1797 l'armée des côtes de l'Océan fusionne avec l'armée des côtes de Cherbourg et forme l'armée d'Angleterre. Cette armée d'Angleterre reprit le nom d'armée de l'Ouest le 14 janvier 1800.
Elle reprit à nouveau le nom d'armée des côtes de l'Océan en 1804.

## Historique

### L'armée de l'Ouest avant le17 octobre 1793
Rendant visite aux soldats républicains de l'armée de l'Ouest, Jean-Baptiste Carrier s'afflige de l'état dans lequel ils se trouvent : uniformes rapiécés, armes dépareillées, ou usées, vivres insuffisants en qualité et en quantité, maladies infectieuses (tout particulièrement vénériennes) se propageant rapidement, ivrognerie. Pour Jean-Baptiste Carrier, l'incurie et la cupidité des "gros et gras coquins fournisseurs aux armées" a forcé les soldats à se comporter en pillards.

### Réorganisation de l'armée de l'Ouest
Jean-Baptiste Carrier, déterminé à traquer "l'égoïsme "des riches nantais"[réf. nécessaire], suscite un mouvement de réquisitions pour remettre à niveau l'armée de l'Ouest.

#### Réquisitions
Matelas, draps, pièces de tissus, charpie, ustensiles divers ne tardent pas à s'entasser dans les magasins de l'armée, apportés par les bourgeois qui préfèrent se livrer à ces "dons patriotiques" plutôt que de subir la saisie en règle de leurs biens[réf. nécessaire]. L'appel aux dons patriotiques incombe au Comité nantais qui se charge de les faire parvenir à l'armée. Au passage, un certain nombre de personnages se servent ; tous ces détournement, que Carrier ignora ou qu'il laissa faire, firent beaucoup pour la chute du Comité nantais et l'arrestation de ses principaux animateurs[réf. nécessaire].

#### Réquisition pour les chaussures
Jean-Baptiste Carrier s'occupe personnellement du problème crucial des chaussures. Que les "soldats de l'an II" aient souvent marché pieds nus est notamment attesté par les efforts faits par Carrier pour chausser l'armée de l'Ouest.
Reprenant les décrets pris dans les Côtes-du-Nord, le Finistère, l'Ille-et-Vilaine et le Morbihan par ses collègues, Jean-Baptiste Carrier ordonne la réquisition des cordonniers et des cuirs sur toute l'étendue de la Loire-inférieure. Comme le travail à domicile ne livre pas assez de chaussures, il décide de mettre en place un "atelier national" (dans l'ancien théâtre du Chapeau-Rouge), placé sous la responsabilité des "commissaires bienveillants" de la municipalité et de membres actifs de Vincent-la-Montagne. Cinq cents cordonniers y travaillent assez pour fournir deux mille cinq cents paires de chaussures par décade, payées au prix forfaitaire de 6 livres 12 sous l'une, prix fixé d'après la loi du Maximum[réf. nécessaire].

#### Confection d'effets militaires
Pour la confection d'effets militaires, Carrier fait d'une pierre deux coups. Ramassant les nombreuses prostituées de Nantes, il les installe dans des bâtiments conventuels désaffectés et leur demande, moyennant une nourriture qualifiée par lui-même de "chiche"[réf. nécessaire], de bien vouloir "coudre les culottes et les habits des défenseurs de la République"[réf. nécessaire].

#### Réorganisation des munitions et de l'armement
Côté munitions et armements, Jean-Baptiste Carrier multiplie les initiatives. On ne sait pas ce qu'il tira de sa manufacture d'armes installée dans l'église Saint-Nicolas, pas plus qu'on ne trouve de traces exactes des effets obtenus par les réquisitions en salpêtre et en chaudrons de cuivre pour la fabrication des poudres. En revanche, on voit Carrier exiger des forges de La Chapelle-sur-Erdre la livraison de soixante mille boulets de tous calibres et surtout s'employer à remettre de l'ordre dans la fonderie de canons d'Indret.
Carrier sera vite débordé par cette mission : à la fois nourrir une métropole dépassant les 100 000 individus et plusieurs dizaines de milliers de soldats[réf. nécessaire].

## Commandants en chef
- 1er octobre 1793 - début novembre 1793 : Jean Léchelle
- début novembre 1793 - mi-novembre 1793 : Alexis Chalbos (intérim)
- mi-novembre 1793 - fin novembre 1793 : Jean Antoine Rossignol (fusion temporaire avec l'armée des côtes de Brest)
- fin novembre 1793 - 30 décembre 1793 : François-Séverin Marceau-Desgraviers (intérim)
- 30 décembre 1793 - 13 mai 1794 : Louis Marie Turreau
- 13 mai 1794 - 16 août 1794 : Louis Antoine Vimeux
- 16 août 1794 - 8 octobre 1794 : Thomas Alexandre Dumas
- 8 octobre 1794 - 29 août 1795 : Jean Baptiste Camille de Canclaux
- 29 août 1795[Information douteuse][2] - 23 février 1797 : Lazare Hoche (fusion avec l'armée des côtes de Brest)
- 1799 - 1800 : Gabriel Marie Joseph d'Hédouville